# Nordsvenska Dagbladet
Nordsvenska Dagbladet är namnet på flera olika tidningar som i olika perioder gavs ut i norra Sverige.
År 1892 började Nordsvenska Dagbladet utges i Sundsvall som en fortsättning på Sundsvalls Tidning. Livstiden för denna nya tidning blev dock kort – redan år 1894 lades den ned på grund av en strejk, och Svenska Morgonbladet övertog prenumeranterna.
En annan Nordsvenska Dagbladet började ges ut den 1 juni 1951 i Skellefteå då de gamla högertidningarna Umebladet, Skelleftebladet och Norrbottens Allehanda i Piteå slogs samman. Nordsvenska Dagbladet fördubblade under sju år sin upplaga, men trots det beslöt ägaren Högerpressen att lägga ned tidningen den 31 december 1958.
Utgivningsbeviset övertogs av Högerpartiet i Västerbotten. Från 1959 utkom Nordsvenska Dagbladet, senare förkortat till Nordsvenskan, som månatligt medlemsblad för länsförbundet. Från 1980 utkommer Nordsvenskan kvartalsvis. Den är fortfarande medlemstidning för Moderaterna i Västerbotten.